# ボリショイ・ペリス島

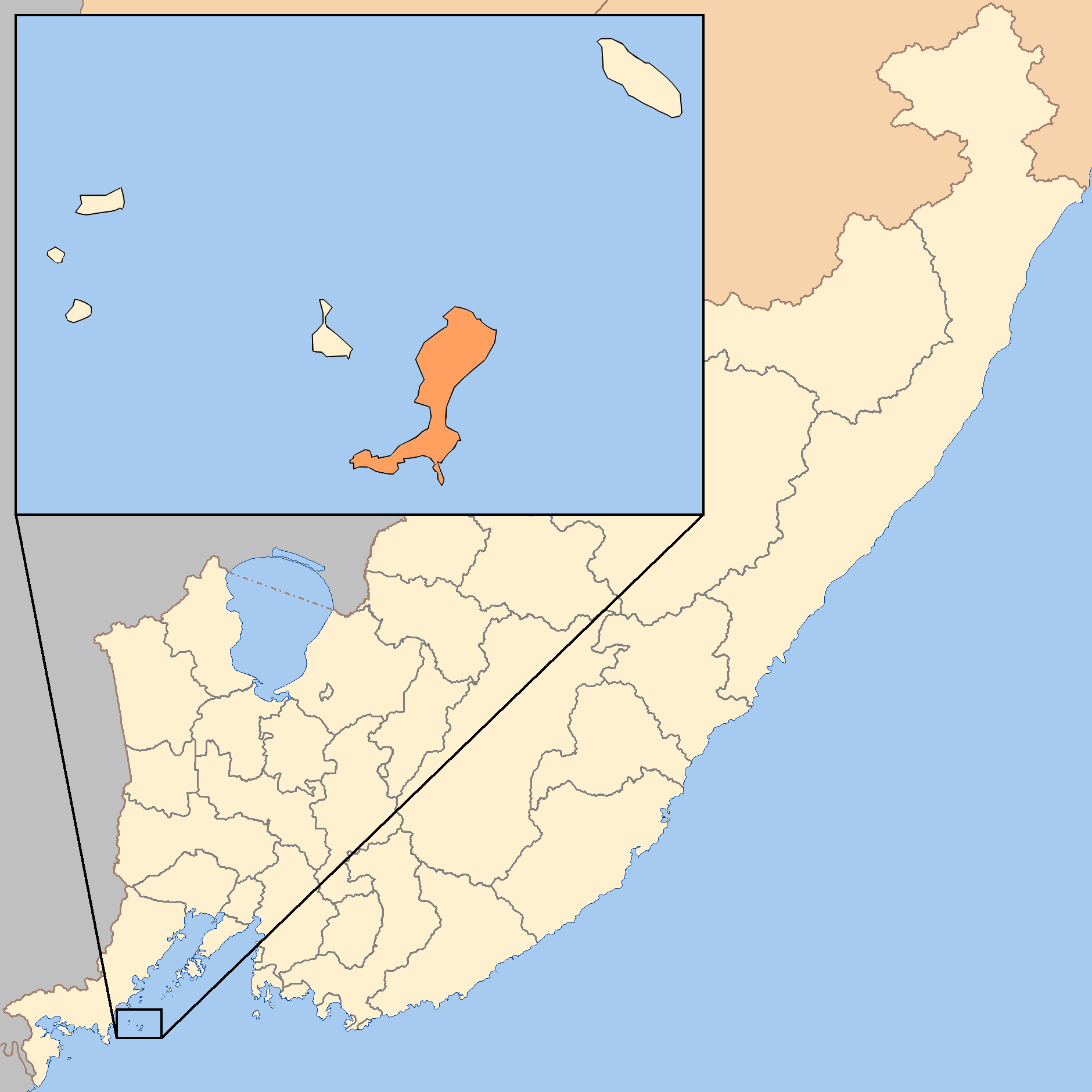
ボリショイ・ペリス島の位置

ボリショイ・ペリス島（ボリショイ・ペリスとう、ロシア語: Большой Пелис）とは、日本海北西部のピョートル大帝湾のリムスキー＝コルサコフ諸島に属する島である。ウラジオストクの約70キロ南西に位置している。行政上はロシア連邦沿海地方ハサン地区に属する。

## 名称
現在のリムスキー＝コルサコフ諸島に当たる領域は、最初にフランスのブリッグKaprisによってIles Pelees（裸の諸島）と名付けられた。その後、スクーナー Vostok の船長、Voin Rimsky-Korsakovにちなんで諸島は今の名称となったが、ボリショイ・ペリス島はIles Peleesという諸島にかつて付けられた名称を引き継いだ。

## 歴史
1930年代半ばまで島は無人であった。しかし、1938年の張鼓峰事件で島は、自然そのものによって形成された要塞として用いられた。その後小さな駐屯地、いくつかの要塞と砲台、そして島の東海岸の山の頂上に灯台が設置された。1970年代後半になると再び島は無人となり、島は、極東国家海洋保護区（DVGMZ、Дальневосточный морской заповедник）に割譲された。また、1974年に他とのコミュニケーションが存在しない極端な状況におけるグループ内の人々の精神生理学的影響に関する実験が行われた。

## 地理
リムスキー＝コルサコフ諸島で最大の島である。南北長約5km、東西長約1.1km、海岸線長は12.7km。面積は約3.6平方km。最高点は193m。北部と南部の2つの部分から構成され地峡により接続されている。幅約250mの砂浜があるが、島の大部分は岩がちで険しい。
島はユネスコの生物圏保護区の「極東海洋生物圏保護区」の域内にある。島の陸上に生息する哺乳類は少ないが、ニホンジカ、シベリアノロジカ、キツネ、タヌキおよびセスジネズミ、ハントウアカネズミ、ユーラシアハタネズミなどのネズミが見られる。

## 気候
最も寒い月は1月で平均気温 は−11 °C。最も暖かい月は8月で平均気温は+21 °C。